# Vrba (Pljevlja)
Pour les articles homonymes, voir Vrba.
Vrba (en serbe cyrillique : Врба) est un village du nord du Monténégro, dans la municipalité de Pljevlja.

## Démographie

### Évolution historique de la population
| 1948 | 1953 | 1961 | 1971 | 1981 | 1991 | 2003 |
| ---- | ---- | ---- | ---- | ---- | ---- | ---- |
| 114  | 125  | 163  | 99   | 55   | 27   | 25   |